# Kostelec nad Labem
Kostelec nad Labem (německy Elbekosteletz) je město ležící v okrese Mělník ve Středočeském kraji. Leží sedm kilometrů severozápadně od Brandýsa nad Labem. Historické jádro města je od roku 2003 městskou památkovou zónou. Historické centrum obtéká ze severu Labe a z jihu, západu a východu Mlýnský potok. Žije zde přibližně 4 300 obyvatel.

## Historie
Podle Ottova slovníku naučného je Kostelec nad Labem původu starého. Při levém rameni labském tu stávala tvrz náležející v XIII. století králům českým. Brzy pak dostal se kostelecký hrad i s městysem pánům z Rýzmburka, jímž roku 1276 za spojenectví s Rudolfem Habsburským vzal hrad i městys Přemysl Otakar II., který jej vrátil zpět do královského zboží. První písemná zmínka o vesnici pochází právě z roku 1277. Od tohoto zásahu Přemysla Otakara II. byl Kostelec nad Labem v majetku koruny České ač byl dáván v zástavu osobám rozličným a v husitských válkách se z majetku koruny opět nakonec dostal do soukromého vlastnictví. V roce 1317 je již Kostelec nad Labem zmiňován jako městečko.
V 15. století držel Kostelec Berka z Dubé, od kterého jej koupila česká královna Johana z Rožmitálu – vdova po králi Jiřím z Poděbrad. Po její smrti 1475 získává Kostelec dcera Johany kněžna Ludmila Lehnická. Za jejího držení byl roku 1486 Kostelec povýšen králem Vladislavem II. na město.

## Přírodní poměry
Do severního a severovýchodního okraje správního území města zasahují dvě ze tří částí přírodní památky Polabí u Kostelce.

## Obyvatelstvo
| Rok            | 1869  | 1880  | 1890  | 1900  | 1910  | 1921  | 1930  | 1950  | 1961  | 1970  | 1980  | 1991  | 2001  | 2011  | 2021  |
| -------------- | ----- | ----- | ----- | ----- | ----- | ----- | ----- | ----- | ----- | ----- | ----- | ----- | ----- | ----- | ----- |
| Počet obyvatel | 1 762 | 2 331 | 2 544 | 2 683 | 2 976 | 3 051 | 3 049 | 2 966 | 3 037 | 2 912 | 2 753 | 2 556 | 2 561 | 3 154 | 3 714 |
| Počet domů     | 287   | 325   | 364   | 405   | 457   | 479   | 590   | 709   | 694   | 709   | 717   | 788   | 807   | 908   | 1 073 |

## Městská správa

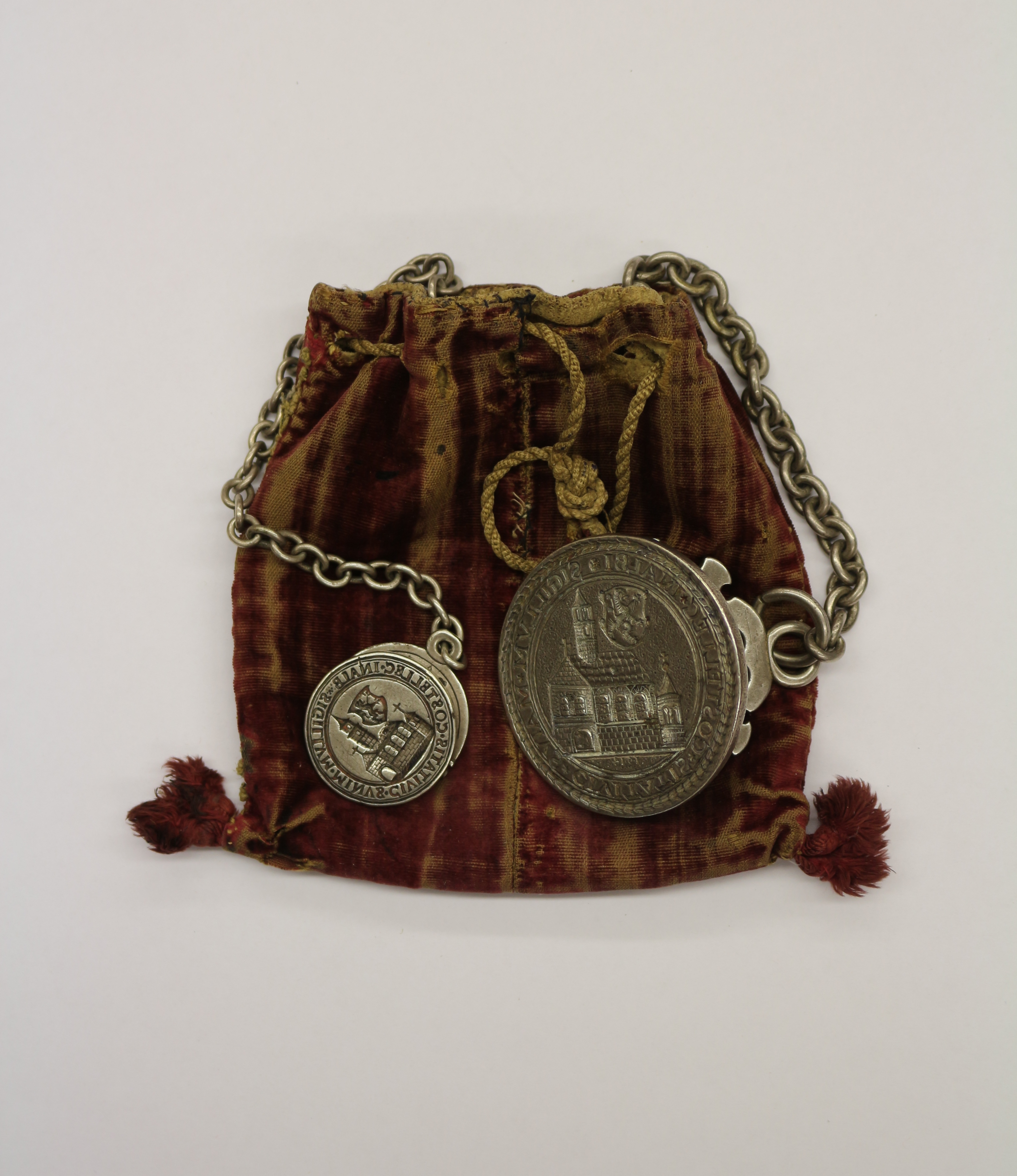
Pečetidla města Kostelec nad Labem z roku 1607 a 1614 v původním sametovém sáčku. (SOkA Mělník)

### Územněsprávní začlenění
Dějiny územněsprávního začleňování zahrnují období od roku 1850 do současnosti. V chronologickém přehledu je uvedena územně administrativní příslušnost města v roce, kdy ke změně došlo:
- 1850 země česká, kraj Praha, politický okres Karlín, soudní okres Brandýs nad Labem[6]
- 1855 země česká, kraj Praha, soudní okres Brandýs nad Labem
- 1868 země česká, politický okres Karlín, soudní okres Brandýs nad Labem
- 1908 země česká, politický i soudní okres Brandýs nad Labem[7]
- 1939 země česká, Oberlandrat Mělník, politický i soudní okres Brandýs nad Labem[8]
- 1942 země česká, Oberlandrat Praha, politický i soudní okres Brandýs nad Labem[9]
- 1945 země česká, správní i soudní okres Brandýs nad Labem[10]
- 1949 Pražský kraj, okres Brandýs nad Labem[11]
- 1960 Středočeský kraj, okres Mělník
- 2003 Středočeský kraj, okres Mělník, obec s rozšířenou působností Neratovice

### Místní části
- Kostelec nad Labem (i název k. ú.; také bývalá obec a k. ú. Rudeč)
- Jiřice (k. ú. Jiřice u Kostelce nad Labem)

### Městské symboly
Znak města je historický, vlajka byla městu udělena rozhodnutím předsedkyně Poslanecké sněmovny Parlamentu České republiky dne 12. dubna 2013.

## Společnost
V roce 1932 byly ve městě (2942 obyvatel, poštovní úřad, telegrafní úřad, telefonní úřad, četnická stanice, 2 katolické kostely, synagoga, společenstvo řezníků, sbor dobrovolných hasičů) evidovány tyto živnosti a obchody (výběr): dva lékaři, zubní lékař, zvěrolékař, biograf Sokol, Cukrovar a rafinerie, neštěmické rafinerie cukru, výroba desinfekčních prostředků, elektrárna, fotoateliér, hotel Neukam, jedenáct hostinců, hudební škola, dvě knihtiskárny, lékárna U matky Boží, mlýn, výroba mořidla, továrna motorů Štěpánek, pískovna, továrna na součástky velocipedů, Občanská záložna v Kostelci n. L., Živnostenská záložna v Kostelci n. L., továrna na stroje a slévárna železa a kovů Pokora, zubní ateliér.

## Doprava
Městem vedou silnice II/101 Úvaly – Brandýs nad Labem-Stará Boleslav – Kostelec nad Labem – Neratovice – Kralupy nad Vltavou a II/244 Líbeznice – Kostelec nad Labem – Všetaty – Byšice. Ve městě je nádraží Kostelec nad Labem, které leží na železniční trati Čelákovice–Neratovice.
Na Labi se nachází zdymadlo, které je součástí labské vodní cesty.
V roce 2016 ve městě měly zastávky autobusové linky do těchto cílů: Praha, Brandýs nad Labem-Stará Boleslav, Mělník, Neratovice, Praha, Všetaty. V železniční zastávce Kostelec nad Labem zastavovalo v pracovních dnech čtrnáct osobních vlaků, o víkendech devět osobních vlaků.
Městem vedou cyklotrasy č. 24 Stará Boleslav – Kostelec nad Labem – Neratovice – Mělník a č. 0019 Kostelec nad Labem – Brandýs nad Labem – Hradišťko. Územím města vedou červeně značená turistická trasa Kostelec nad Labem – Křenek – Lhota – Hlavenec a zeleně značená trasa Kojetice – Lobkovice – Kostelec nad Labem – Brandýs nad Labem.

## Městská knihovna
V knihovně je více než 10 000 svazků knih, jedná se převážně o beletrii jak pro dospělé, tak i pro děti a mládež. Je zde i naučná literatura, a to zejména knihy o přírodě, výtvarném umění, historii, cestopisy, kuchařky, slovníky a knihy pro chovatele drobného zvířectva.

## Pamětihodnosti
- kostel svatého Víta (do 31. prosince 2005 farní kostel, nyní filiální kostel farnosti Stará Boleslav)
- kostel svatého Martina
- radnice
- hostinec (bývalá fara, čp. 283)
- židovský hřbitov – chráněn jako kulturní památka České republiky,[16]
- památník na místě bývalé synagogy
- Kostelecký hrad založený ve třináctém století se částečně dochoval ve zdivu domu čp. 720 v ulici K Rudči.[17]

## Osobnosti
- Tereza Stolzová (1834–1902), operní pěvkyně
- František Šimáček (1834–1885), novinář a nakladatel
- Josef Šimáček (1837–1904), ředitel vinic v Dolních Beřkovicích
- Čeněk Vyhnis (1842–1897), středoškolský profesor, klasický filolog
- Miroslav Sylla (1887–1979), akademický malíř, středoškolský profesor

## Galerie

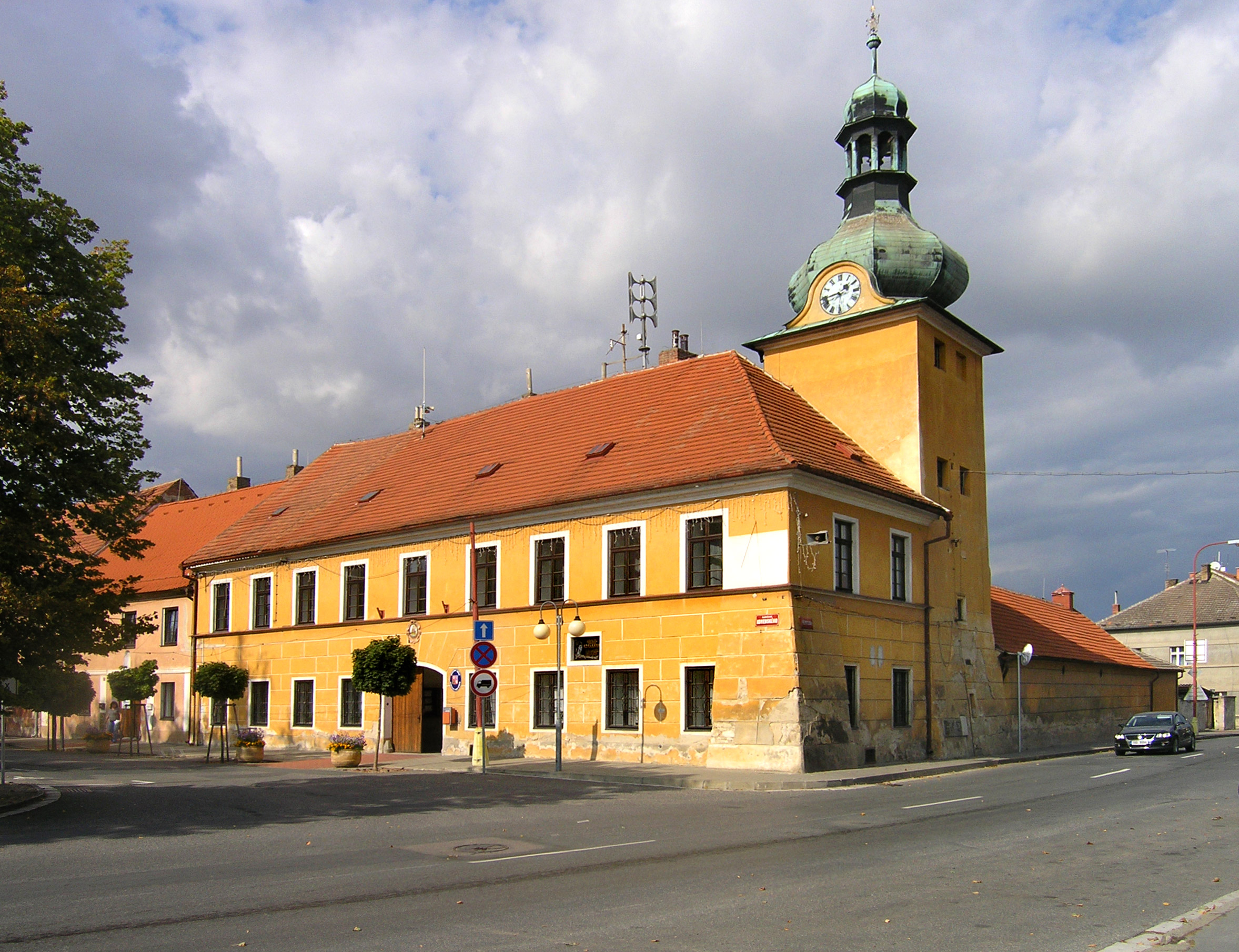
Radnice
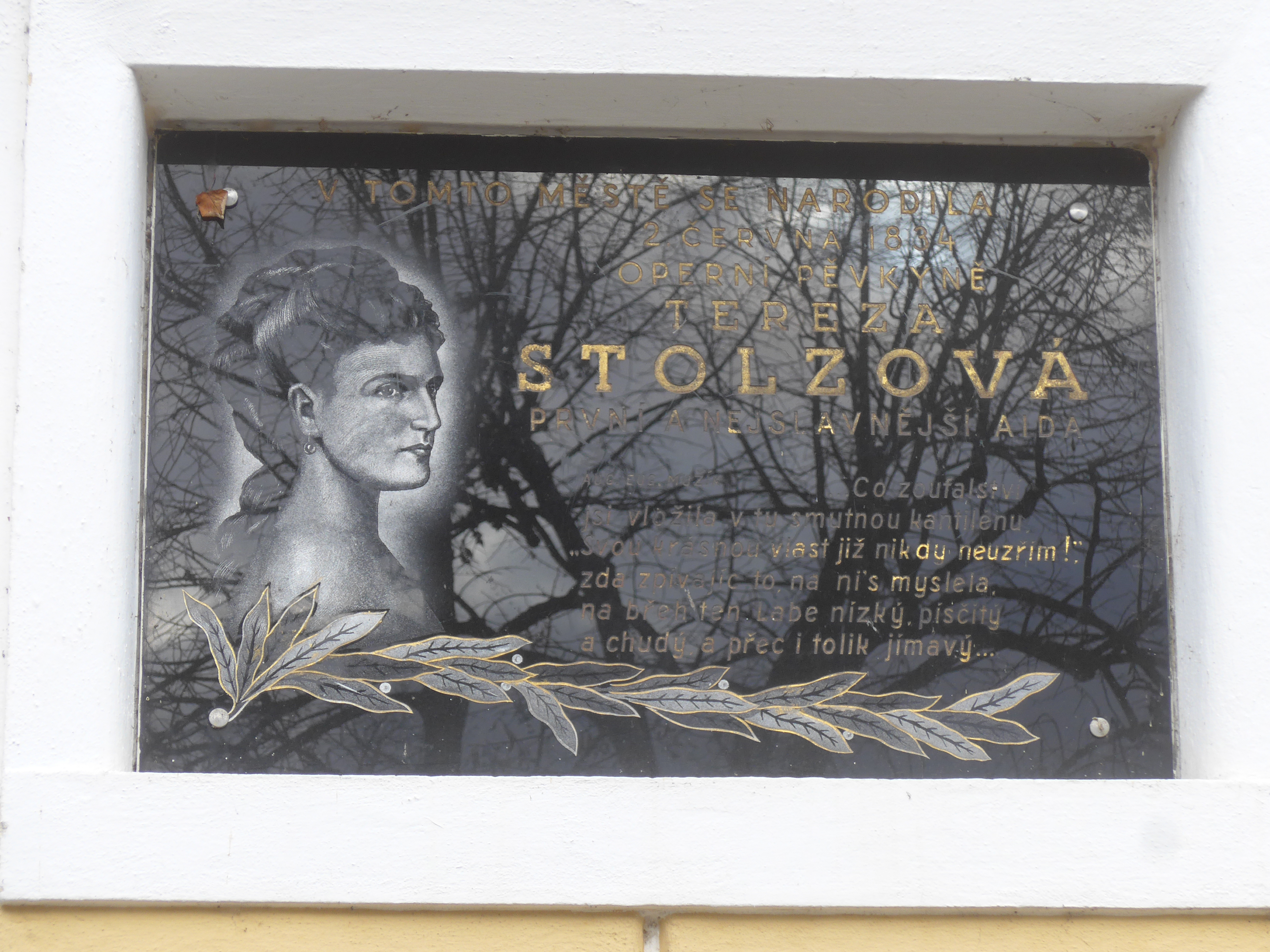
Pamětní deska pěvkyně Terezy Stolzové na budově radnice
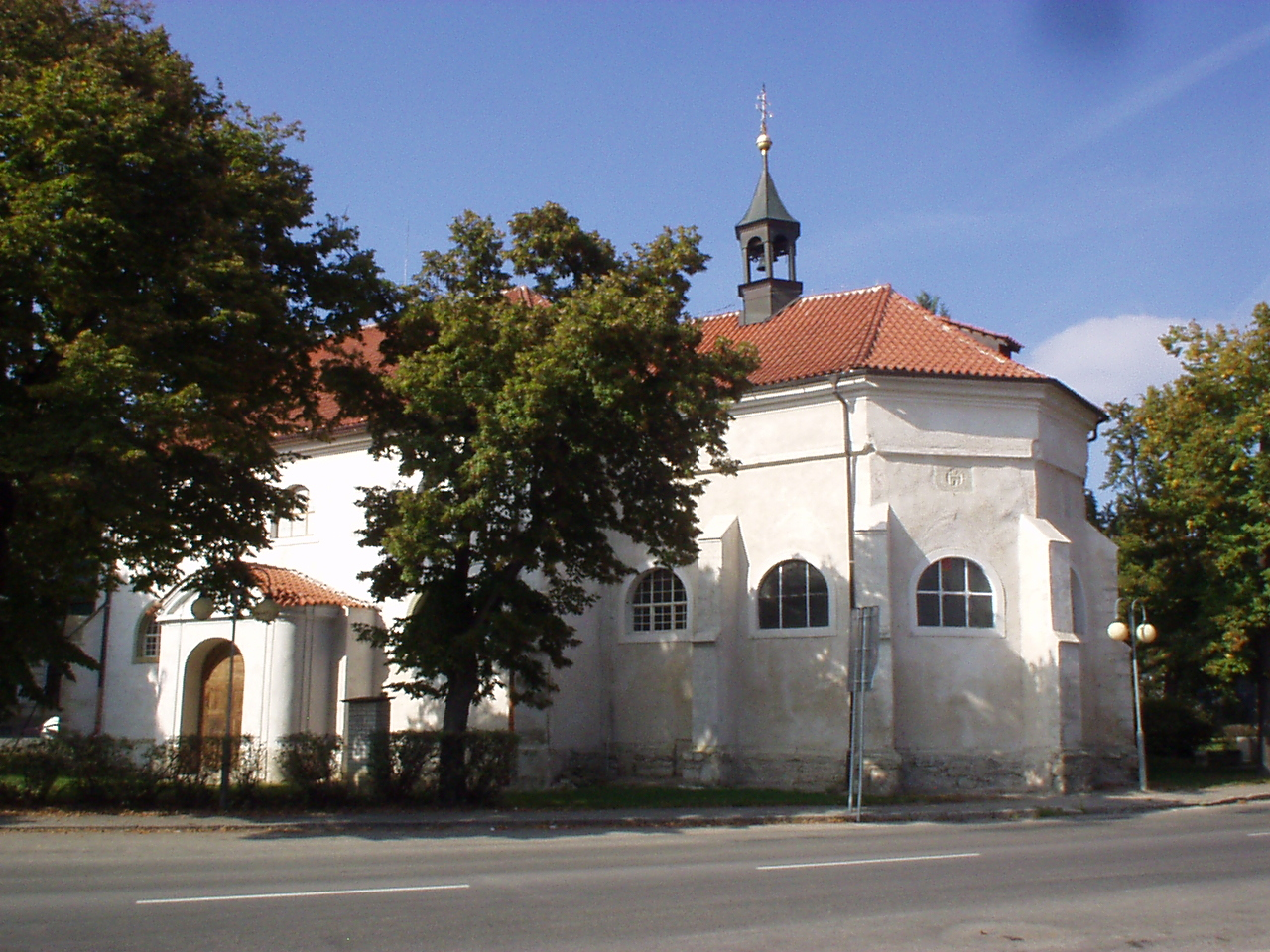
Kostel svatého Víta
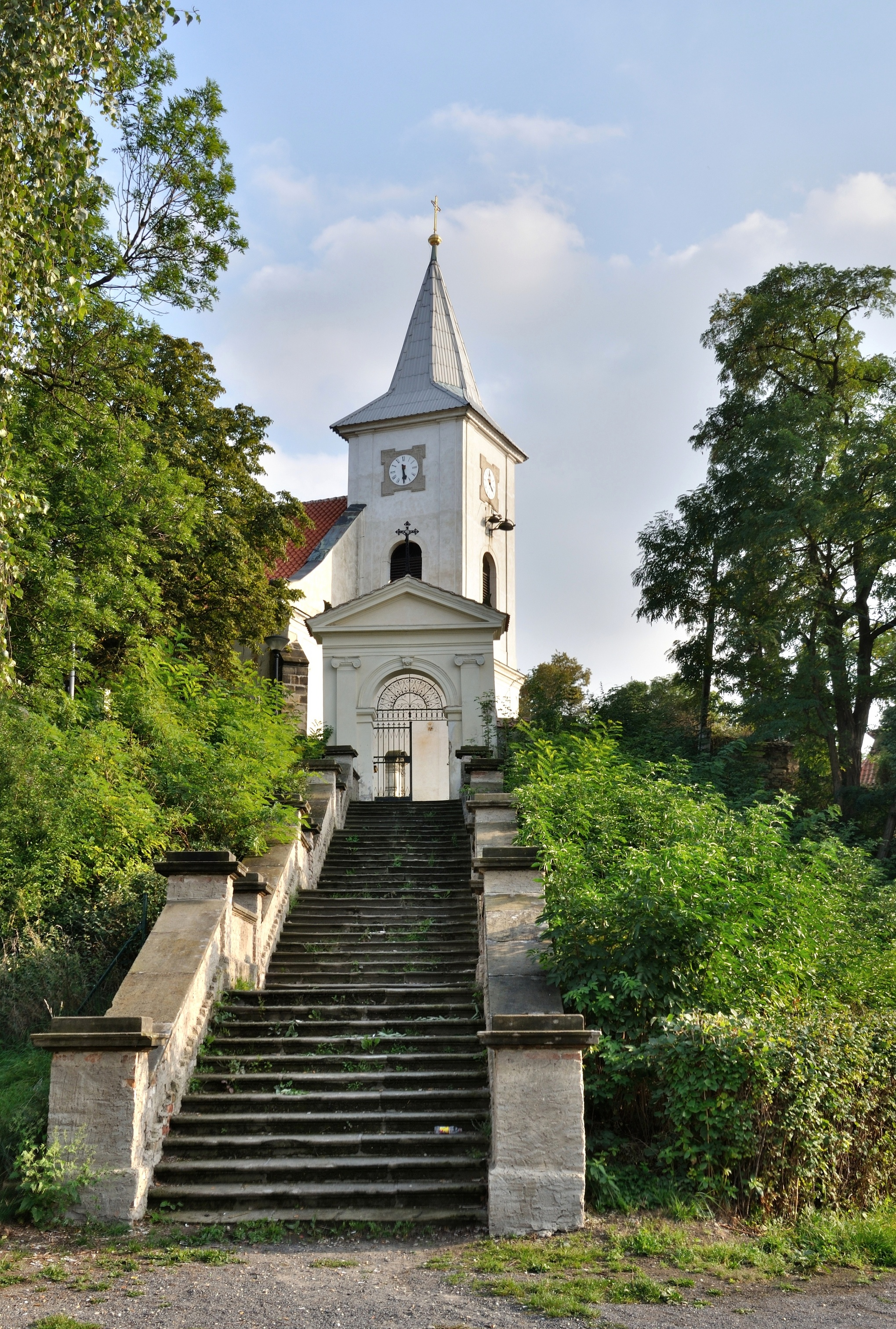
Kostel svatého Martina
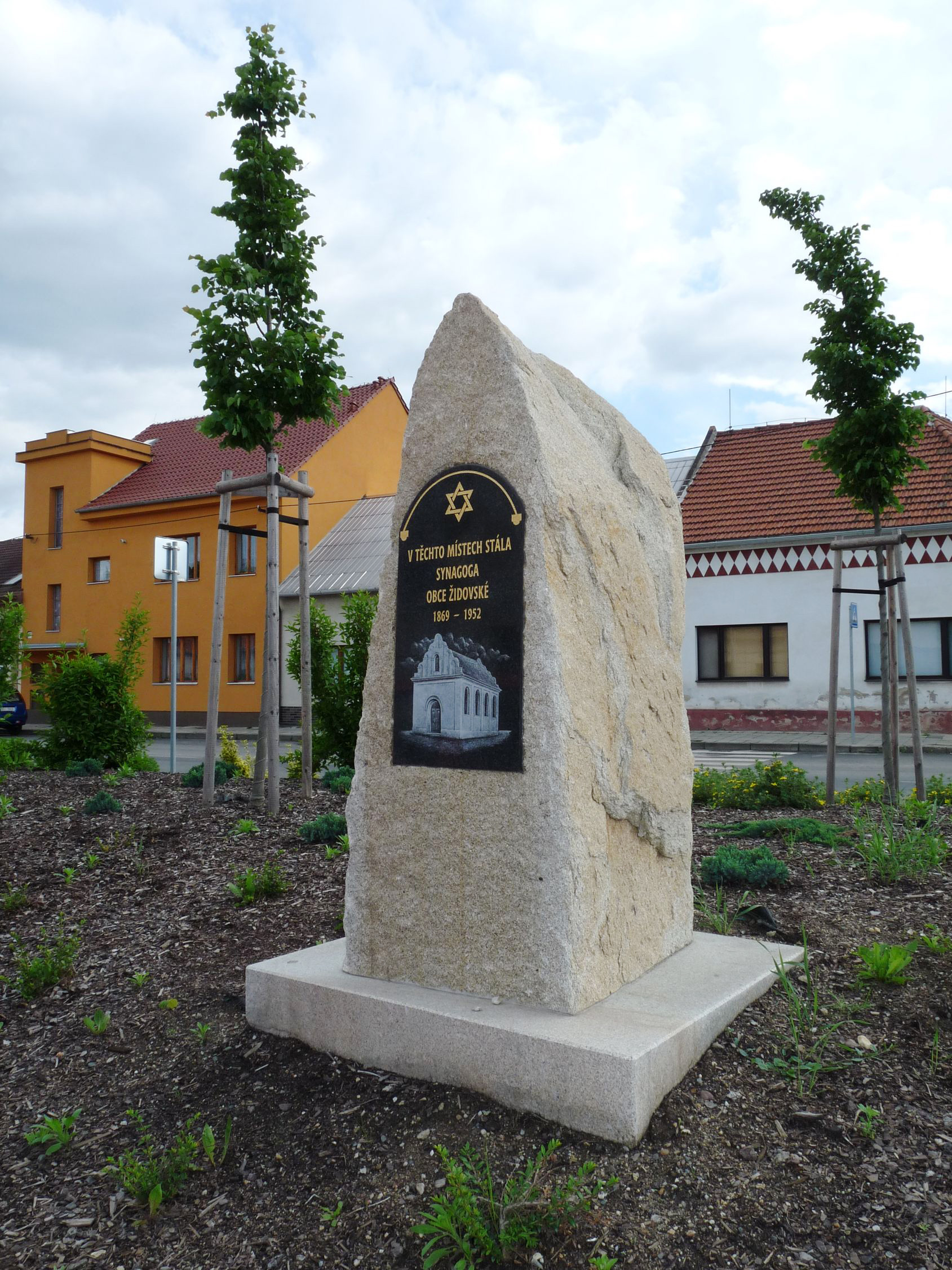
Památník na místě bývalé synagogy
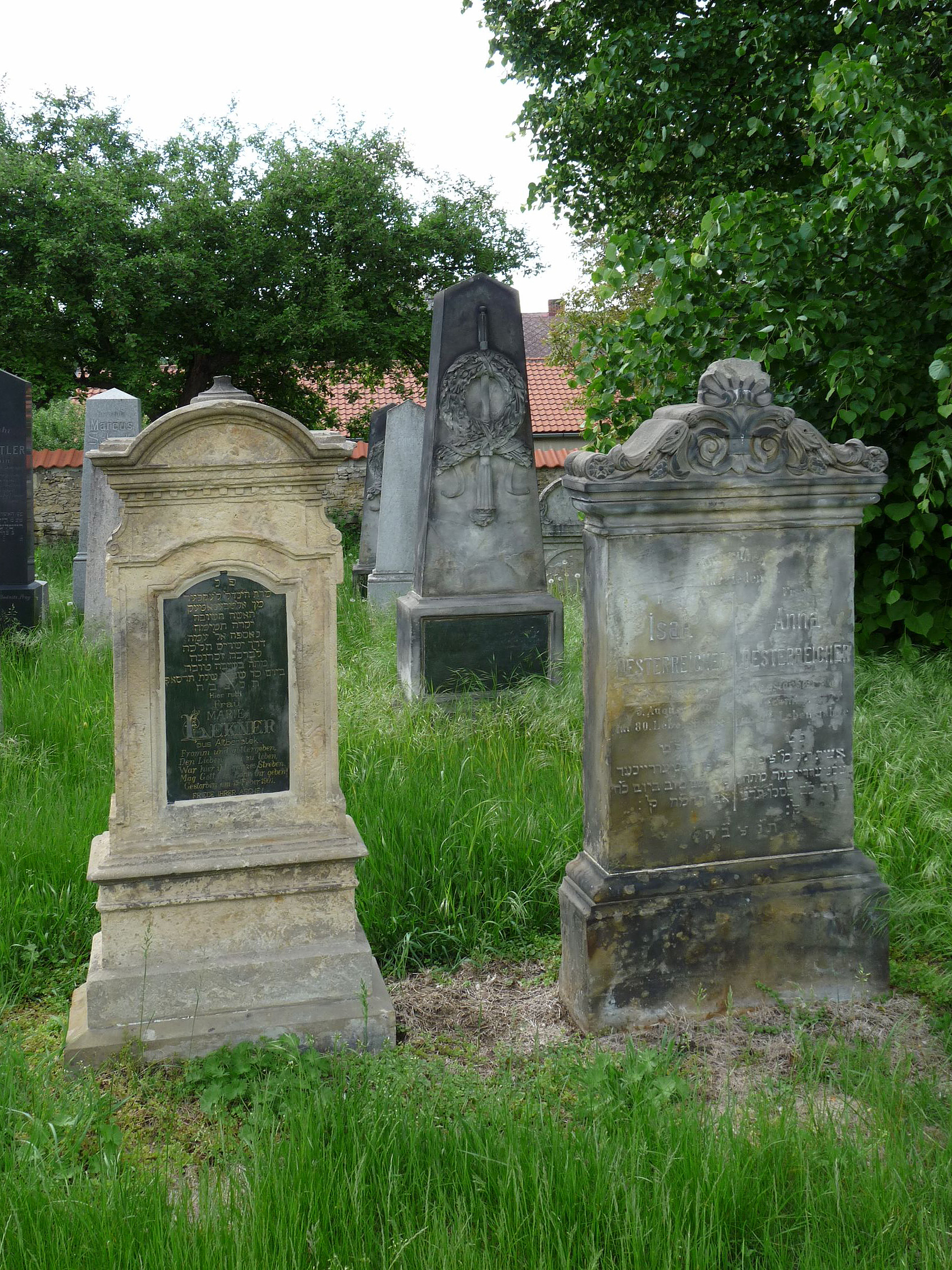
Židovský hřbitov
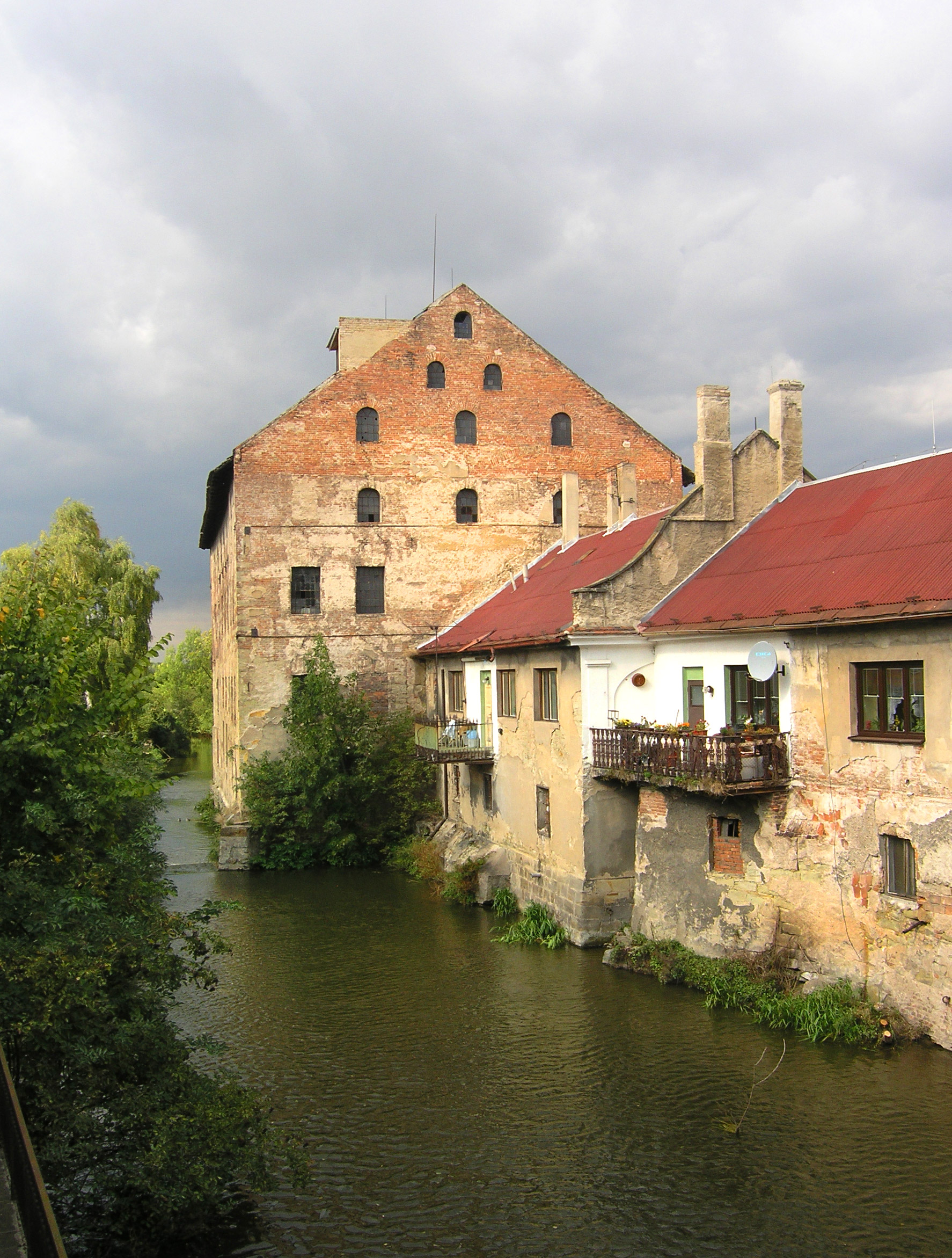
Mlýn na Mlýnském potoku, rameni Labe
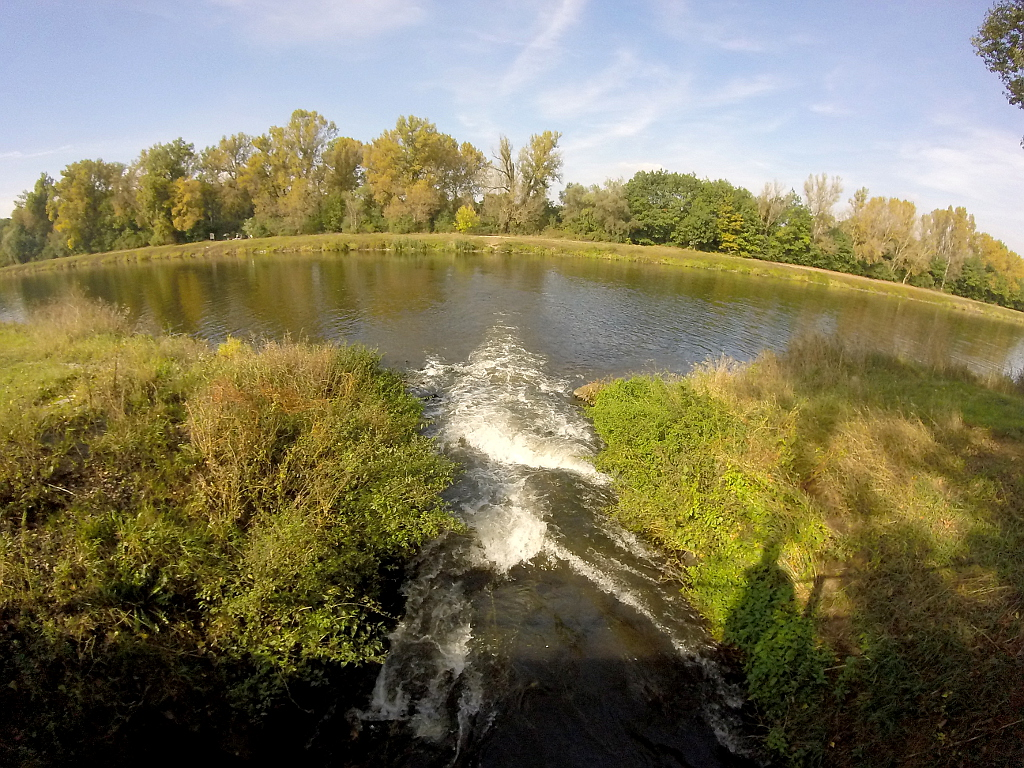
Ústí Mlýnského potoka do Labe
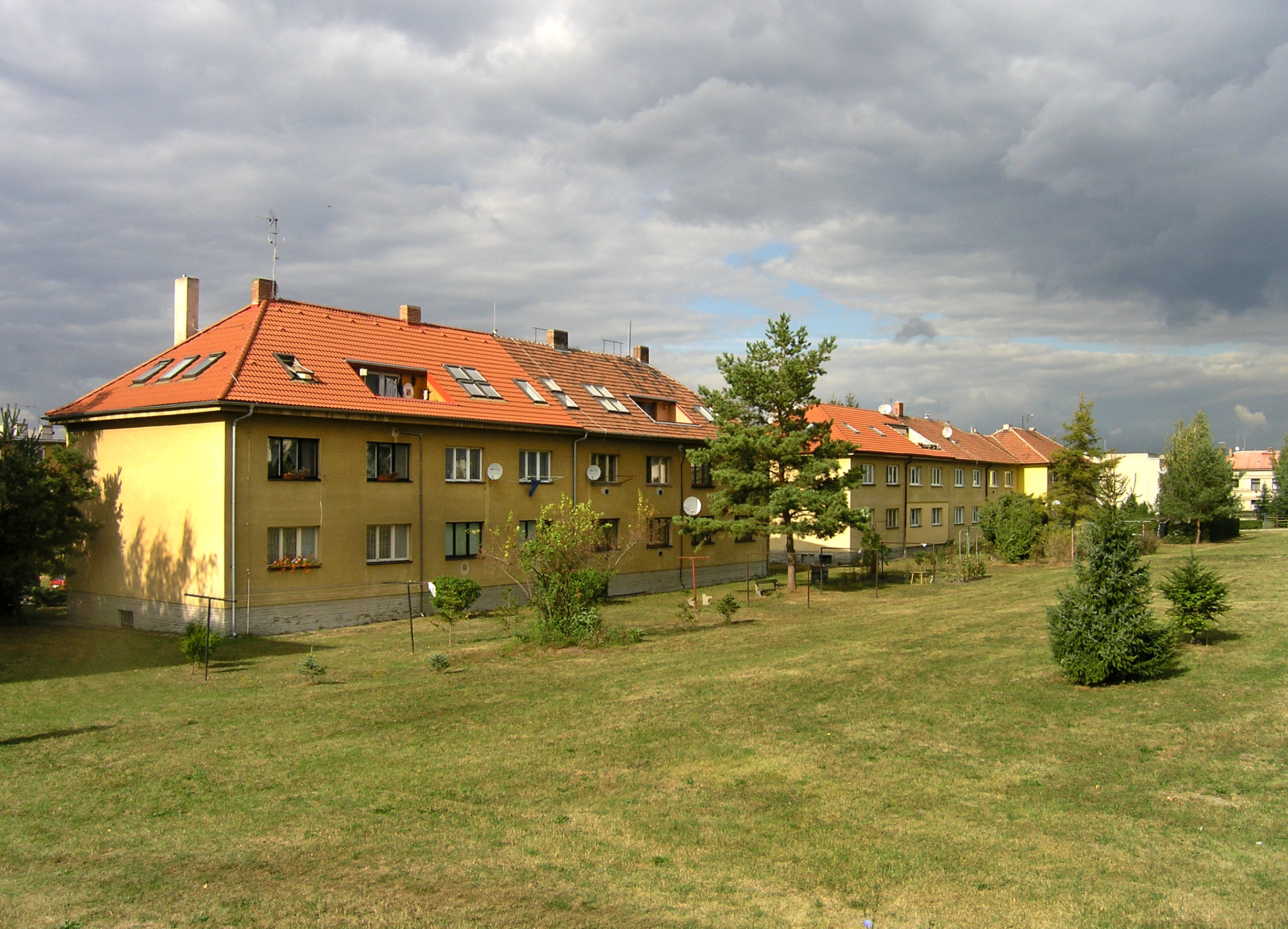
Sídliště v jižní části města
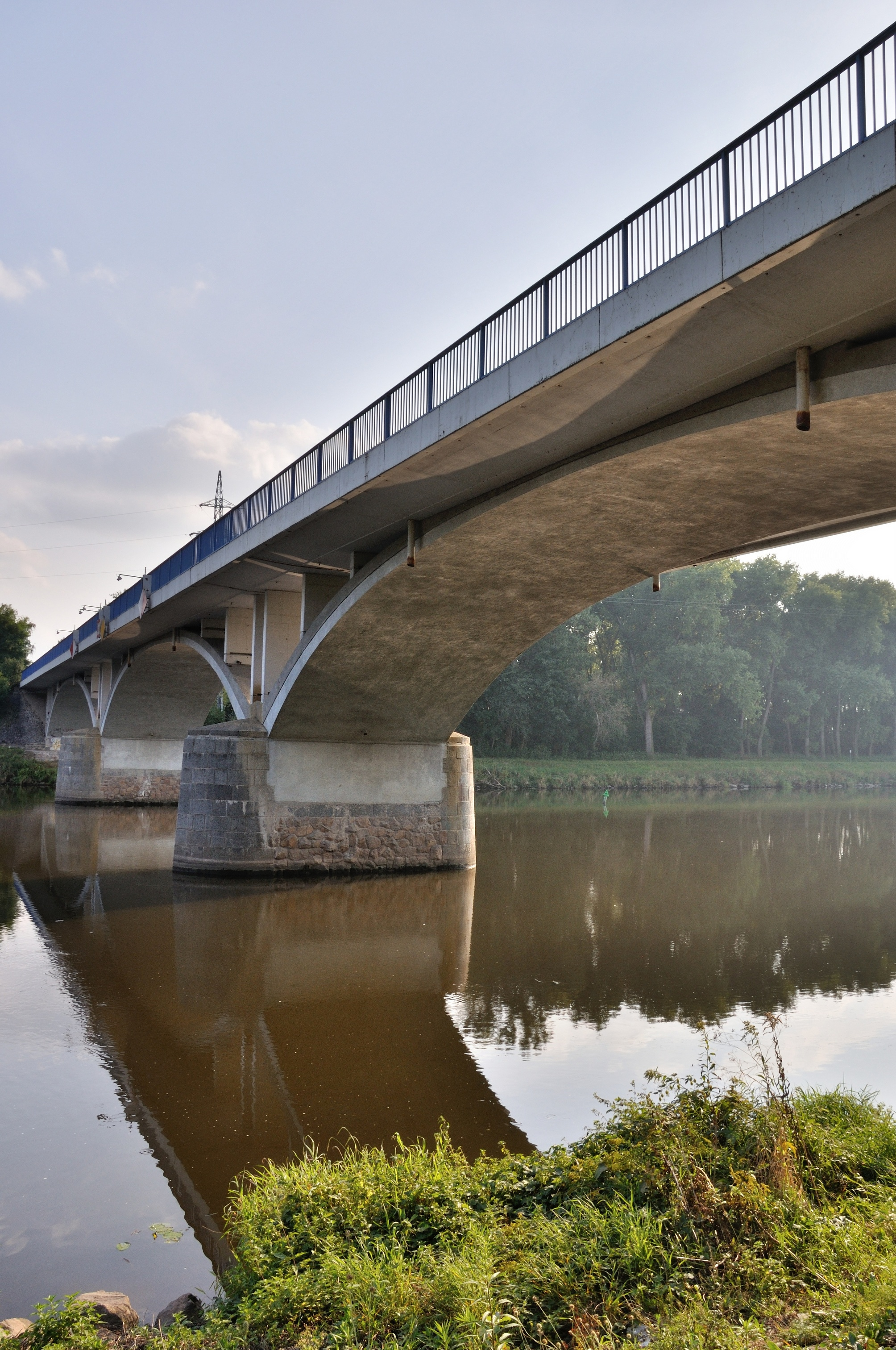
Most přes Labe
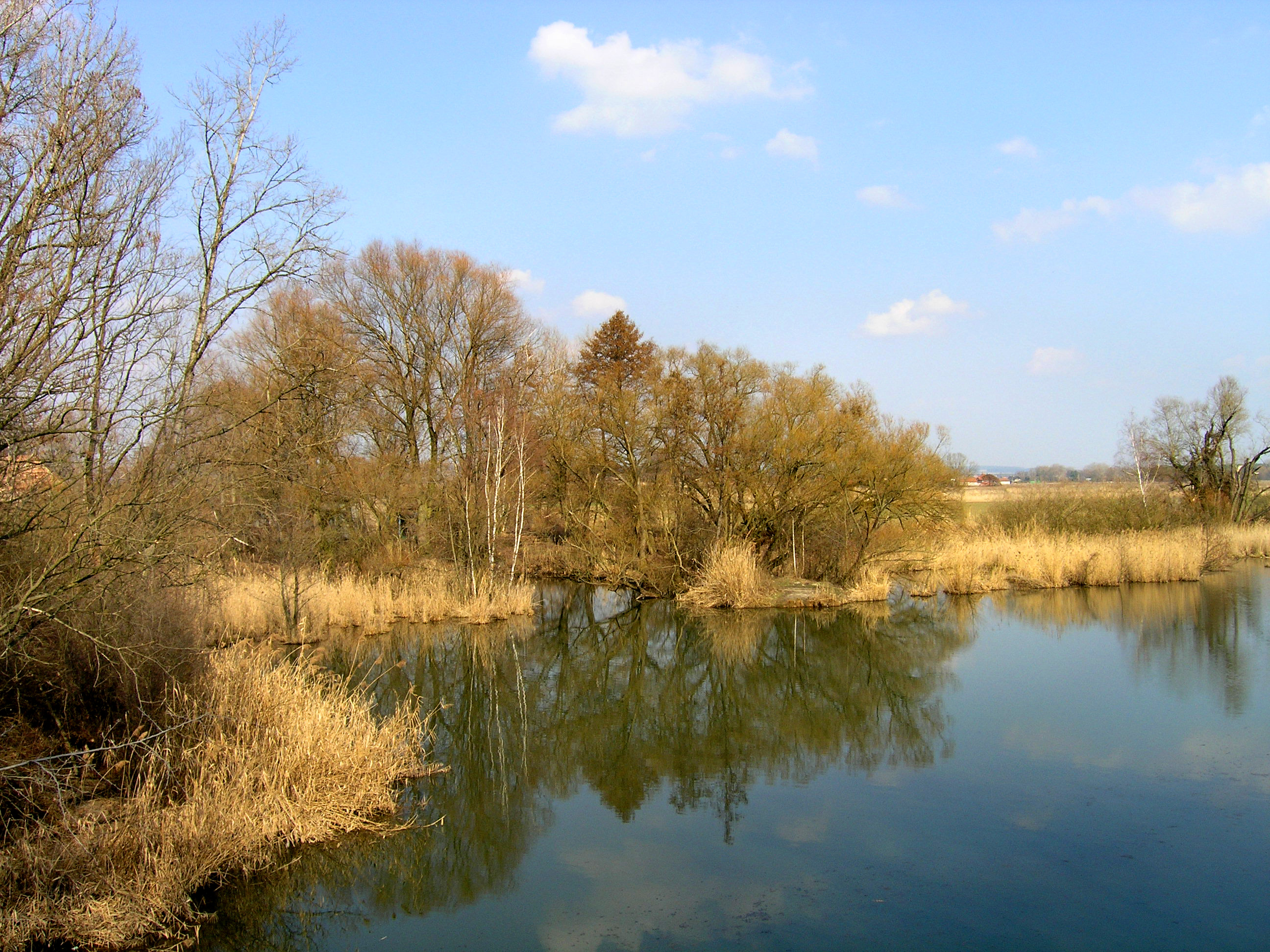
Slepé rameno Labe